# الأحكام البيئية لاتفاقيات أوسلو الثانية
الأحكام البيئية لاتفاقيات أوسلو الثانية (بالإنجليزية: en:The Environmental Provisions of Oslo II Accords)، هي مجموعة من الأحكام والقوانين المنصوص عليها في اتفاقية أوسلو، والمنظمة للبيئة في الأراضي الفلسطينية في الضفة الغربية وقطاع غزة.

## التاريخ
وضعت اتفاقية أوسلو الثانية، المعروفة أيضاً باسم الاتفاقية المؤقتة أو أوسلو الثانية بشأن الضفة الغربية وقطاع غزة، أحكاماً وسياسات بشأن البيئة في ست مواد متميزة ضمن الملحق الأول للملحق الثالث، "البروتوكول المتعلق بالشؤون المدنية".
المجالات الرئيسية التي يتم تناولها هي:
- الزراعة
- حماية البيئة
- الغابات
- المحميات الطبيعية
- الحدائق
- المياه والصرف الصحي

تحتوي الاتفاقيات على سبعة ملاحق تحدد الاتفاقيات المتعلقة بكل موضوع.
يوضح المرفق الثالث الترتيبات الخاصة بإدارة مختلف مجالات الشؤون المدنية:
- بموجب هذا الملحق، يتم نقل صلاحيات ومسؤوليات إدارة هذه المناطق من الحكومة العسكرية الإسرائيلية والإدارة المدنية إلى الجانب الفلسطيني.
- جزء من الشؤون المدنية هي الأحكام المتعلقة بالبيئة.  الزراعة

تحدد جميع جوانب الزراعة، بما في ذلك:
- الخدمات البيطرية وإدارة الثروة الحيوانية،
- مياه الري والرعي والزراعة، والسياسات المتعلقة بزراعة المحاصيل وتسويقها.
- مياه الري وربطها بالمادة 40 الخاصة بالمياه والصرف الصحي.
- تناول الغابات بمزيد من التفصيل في المادة 14 الخاصة بالغابات.
- يجب على الجانبين التعاون في إجراء الدراسات والأبحاث لجمع البيانات العلمية لتطوير قطاع الزراعة. العلاقات الزراعية مثل التجارة بين الجانبين مذكورة في الملحق الخامس (العلاقات الاقتصادية).

## حماية البيئة
تنقسم المادة 12 إلى قسم (أ) حول "نقل السلطة" وقسم (ب) حول "التعاون والتفاهمات".
- يعبر القسم (أ) عن:

الاعتراف الإسرائيلي والفلسطيني المتبادل بأهمية حماية البيئة والحاجة إلى نهج مستدام لاستخدام الموارد الطبيعية.
يحدد نقل السلطة إلى الجانب الفلسطيني.
- يستعرض القسم باء:

مختلف التدابير المشتركة في حماية البيئة فيما يتعلق بالسياسة المتعلقة بالموارد الطبيعية، والتنمية الصناعية، وتجنب الأضرار التي تلحق بالبيئة، ومعالجة التلوث، ولوائح النفايات والصرف والتنوع البيولوجي. على وجه الخصوص.
تعمل التدابير المذكورة على تعزيز الوعي العام بالقضايا البيئية.
- اعتماد معايير دولية بشأن الاهتمامات العالمية (طبقة الأوزون) والإقليمية (حماية الأنواع المهددة بالانقراض، وتقييد التجارة، والحفاظ على الغابات والمحميات الطبيعية).
- تنفيذ تقييمات الأثر البيئي (EIA) منطقة ينبغي إعداد تقييمات الأثر البيئي لها (مثل محطات الطاقة والمحاجر ومحطات المعالجة وجوانب التخلص من النفايات والموانئ الجوية والبحرية والطرق الرئيسية).
- تعترف إسرائيل بالوضع غير المرضي للبيئة في الضفة الغربية، وتلزم نفسها بالمساعدة في تحسينه.
- يتفق الطرفان على تحسين التعاون العلمي والفني والسياسي فيما يتعلق بالبيئة.
- سيتم إنشاء لجنة خبراء بيئية للتعاون والتفاهمات البيئية في الجانبين.

## مصايد الأسماك
- تحدد هذه المادة رقم 13، التراخيص والتصاريح لجميع جوانب صناعة صيد الأسماك في قطاع غزة.
- تشير إلى القيود الأمنية في مادة منفصلة (المادة الرابعة عشرة). المواد 14، 25، 26: الغابات؛ محميات طبيعية؛ الحدائق سيتم نقل إدارة الغابات والمتنزهات والمحميات الطبيعية إلى المجلس الذي ستشمل مسؤولياته الحفاظ عليها وإدارتها ومنع الضرر وإنشاء موارد جديدة (أي المتنزهات والمحميات والغابات). وتؤكد المادة 14 تحديداً على حق الإدارة الفلسطينية في زراعة غابات جديدة، سواء لصالح حماية البيئة أو لأغراض تنسيق الحدائق.

## المحميات الطبيعية
- تتناول المادة 25 (المحميات الطبيعية) إنفاذ وتنظيم الصيد وحظر صيد الأنواع المحمية و/أو المهددة بالانقراض.
- تحدد المواد الثلاث مجالات التعاون بين الجانبين. وتشمل مجالات التعاون الحماية وجمع البيانات والبحث العلمي والخدمات البيئية مثل إدارة الحرائق ومكافحة الآفات.
- ترتبط إدارة الغابات والمتنزهات والمحميات الطبيعية بمخاوف مثل التصحر والتآكل.
- يتم تناولها في المادة 12 (حماية البيئة). وفيما يتعلق بالمنطقة (ج)، تؤكد كل مادة على النقل النهائي لمسؤولية تطبيق الأحكام العديدة إلى الإدارة الفلسطينية.
- باستثناء حالة بعض القضايا التي سيتم تأجيلها حتى مفاوضات الوضع الدائم.
- يتعين على الجهات الفاعلة الإسرائيلية والفلسطينية تنسيق جميع الأنشطة التي قد تؤدي إلى تغيير حالة كل مجال والتي ستحدث داخل المنطقة (ج)، باستثناء المستوطنات والمناطق العسكرية.

## المياه والصرف الصحي
المادة 40، ويرتكز الاتفاق على حسن النية وفي جوهره مبدأ الاعتراف الإسرائيلي بحقوق الفلسطينيين في المياه في الضفة الغربية.
- تتناول المبادئ الرئيسية تطوير مياه إضافية،
- تنسيق إدارة الموارد المائية وأنظمة مياه الصرف الصحي.
- معالجة المياه المتدفقة لإعادة استخدامها في نهاية المطاف.
- ضمان جودة المياه ومنع الضرر.
- سيتم نقل السلطات والمسؤوليات في مجال المياه والصرف الصحي في الضفة الغربية وقطاع غزة إلى المجلس الفلسطيني.
- في حين يتم تأجيل مسألة ملكية البنية التحتية حتى مفاوضات الوضع الدائم.[4]

## المبدأ الأخير (الفقرة 25)  يتعلق بقطاع غزة
يحافظ على الوضع الراهن فيما يتعلق بالأحكام والاتفاقيات القائمة بالفعل والمتعلقة بموارد المياه وأنظمة الصرف الصحي في المنطقة.
يراجع الجدول 11 هذه الترتيبات. إمدادات المياه:
- إمداد المياه يتضمن هذا القسم تقديرًا للاحتياجات المائية المستقبلية للفلسطينيين (70-80 مليون متر مكعب/ السنة).
- تلتزم إسرائيل بتوفير ما مجموعه 9.5 مليون متر مكعب من المياه سنويا للمدن الفلسطينية الكبرى بما في ذلك الخليل وبيت لحم ورام الله وسلفيت ونابلس وجنين وقطاع غزة.
- سيكون الفلسطينيون مسؤولين عن تزويد هذه المناطق بإمدادات إضافية تبلغ 19.2 مليون متر مكعب سنويًا، والتي يمكن سحبها من طبقة المياه الجوفية الشرقية. يعدد الجدول 10 المخصصات الدقيقة لاستخراج واستخدام المياه من طبقات المياه الجوفية الشرقية والشمالية الشرقية والغربية.
- الإدارة والتعاون (لجنة المياه المشتركة) ومن المقرر أن تتعاون إسرائيل والإدارة الفلسطينية في تبادل البيانات وتحديد مواقع بناء آبار جديدة.
- تشكيل لجنة المياه المشتركة للتعامل مع جميع قضايا المياه والصرف الصحي في الضفة الغربية، بما في ذلك المسؤوليات التالية:

الإدارة المشتركة وحماية موارد المياه وشبكات الصرف الصحي.
التعامل مع تبادل المعلومات والتنظيم والمراقبة.
حل النزاعات المتعلقة بالمياه والصرف الصحي.
- ستعمل لجنة المياه المشتركة على مراجعة جميع مشاريع التطوير في جميع مراحلها وتحديد ما إذا كان سيتم إصدار الموافقة على تنفيذها.
- تم توسيع دور والتزامات لجنة المياه المشتركة (المادة 40، الفقرة 15) في الجدول 8. ويوسع الجدول 9 آليات الإشراف والتنفيذ (المادة 40، الفقرة 17)، ويتناول شراء المياه وتكلفتها.
- تحدد الفقرة 20 مجالات إضافية للتعاون بين مختلف اللجان فيما يتعلق بالاقتصاد والتنمية الإقليمية.
- الحماية والوقاية من الضرر والتلوث تنص الفقرات من 21 إلى 23 على أنه: يجب على كلا الجانبين أن يسعى إلى منع أي ضرر أو تلوث أو تلوث لنوعية الموارد المائية داخل مناطقه وكذلك داخل مناطق الطرف الآخر.
- تنص الفقرة 24 أيضًا على أن يكون كلا الجانبين مسؤولاً عن تعويض الطرف الآخر عن "أي استخدام أو تخريب غير مصرح به لشبكات المياه والصرف الصحي الموجودة في المناطق الواقعة تحت مسؤوليته والتي تخدم الجانب الآخر (المادة 40، الفقرة 24).[2]